# Грядки (Сумская область)
Грядки (укр. Грядки) — село,
Великовысторопский сельский совет,
Лебединский район,
Сумская область,
Украина.
Село ликвидировано в 1988 году .

## Географическое положение
Село Грядки находится между реками Легань и Псёл.
К селу примыкает большой лесной массив (сосна).

## История
- 1988 — село ликвидировано [1].